# Yekta Kurtuluş
Yekta Kurtuluş (ur. 11 grudnia 1985 w Izmirze) – turecki piłkarz występujący na pozycji pomocnika. Zawodnik klubu Antalyaspor.

## Kariera klubowa
Kurtuluş seniorską karierę rozpoczynał w 2004 roku w İzmirsporze z 3. Lig. Występował tam przez 3 lata, a potem odszedł do ekipy Kasımpaşa SK z Süper Lig. W tych rozgrywkach zadebiutował 25 listopada 2007 roku w przegranym 0:2 pojedynku z Rizesporem. 22 grudnia 2007 roku w przegranym 1:2 spotkaniu z Konyasporem strzelił pierwszego gola w Süper Lig. W 2008 roku spadł z zespołem do 2. Lig, ale po roku powrócił z nim do Süper Lig.
W styczniu 2011 roku Kurtuluş podpisał kontrakt z zespołem Galatasaray SK, także występującym w Süper Lig. Pierwszy ligowy mecz zaliczył tam 23 stycznia 2011 roku przeciwko Sivassporowi (1:0). W 2015 przeszedł do Sivassporu, a w 2016 do Antalyasporu.

## Kariera reprezentacyjna
W reprezentacji Turcji Kurtuluş zadebiutował 17 listopada 2010 roku w przegranym 0:1 towarzyskim meczu z Holandią.